# Миколаївська церква (Лудин)
Миколаївська церква — дерев'яна церква, пам'ятка архітектури національного значення, розташована в селі Лудин Володимирського району Волинської області. Збудована у 1601 році, вона є однією з найстаріших збережених церков на Волині.

## Історія
Церква зведена у 1601 році, ймовірно без жодного цвяха — як і більшість давніх дерев'яних храмів Волині. У XIX ст. до бабинця було добудовано двоярусну дерев'яну дзвіницю з шатровим завершенням.
У радянський період храм уникнув знищення, хоча в деякі періоди був зачинений. Наприкінці 1980-х років з його інтер'єру було вилучено цінні ікони, деякі з яких нібито потрапили до музеїв.
У 2011 році працівники Володимир-Волинського історичного музею знайшли у храмі залишені ікони та частину царських врат XVI ст..

## Релігійне життя
До 2022 року церква перебувала у користуванні УПЦ МП. 7 травня 2022 року громада провела збори, на яких 108 із 131 присутнього парафіянина підтримали перехід до ПЦУ.
На перше богослужіння вже без попереднього священника отця Сергія Дунця громада зібралася 8 травня. Невдовзі Володимир-Волинська єпархія ПЦУ представила нового настоятеля.

## Архітектура
Церква є зразком волинської школи дерев'яного сакрального зодчества. За об'ємно-планувальною структурою — тризрубна, одноверха, з квадратними у плані зрубами. Центральна нава увінчана восьмигранною банею, що створює ефект просторової вертикалі.
Над бабинцем споруджена дзвіниця (XIX ст.), що дещо змінює первинний вигляд храму. Стіни зрубів мають ухил усередину, що також властиво поліському типу дерев'яних церков.

## Інтер'єр
Інтер'єр церкви прикрашали численні пам'ятки іконопису XVI—XVIII ст. Частина з них зберігалася тут ще з давнішого храму. У 2011 році знайдено залишки іконостасу та царських врат.

## Сучасний стан
Церква діюча, перебуває у власності громади ПЦУ. Внутрішній простір розрахований на 750 прихожан. Будівля добре збережена та доглянута.

## Комплекс споруд
Церковна садиба розташована на пагорбі, обнесена кам'яним муром. До храму ведуть металеві сходи з поруччям. На подвір'ї — чотири надгробки (ймовірно — поховання священників), господарська будівля, лавки, капличка над джерелом за 100 м від храму.

## Охоронний статус
Миколаївська церква має статус пам'ятки архітектури національного значення, тип А. Вона внесена до Державного реєстру нерухомих пам'яток України під охоронним номером 91..

## Галерея

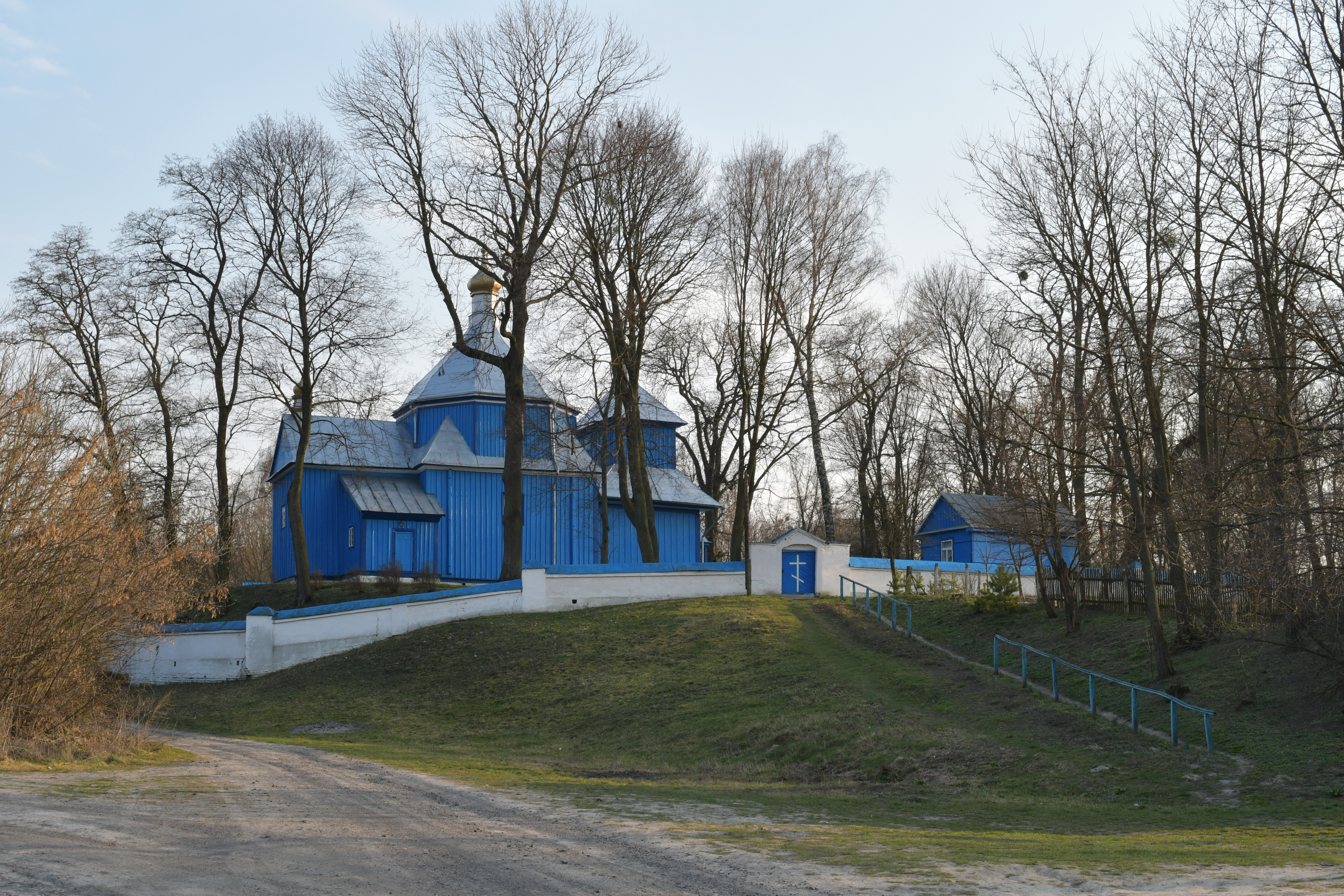
Загальний вигляд з півночі (2020)
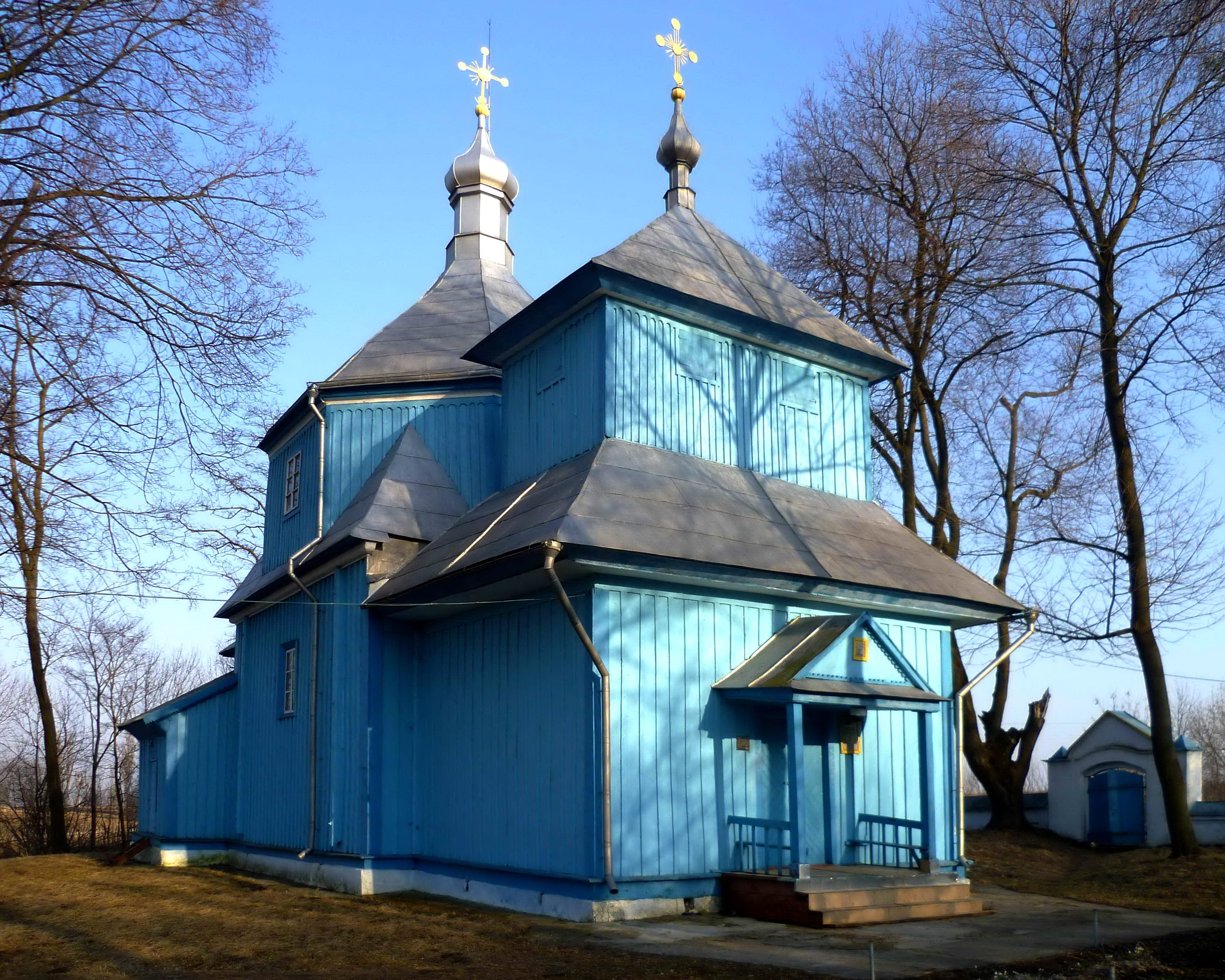
Північно-західний вигляд
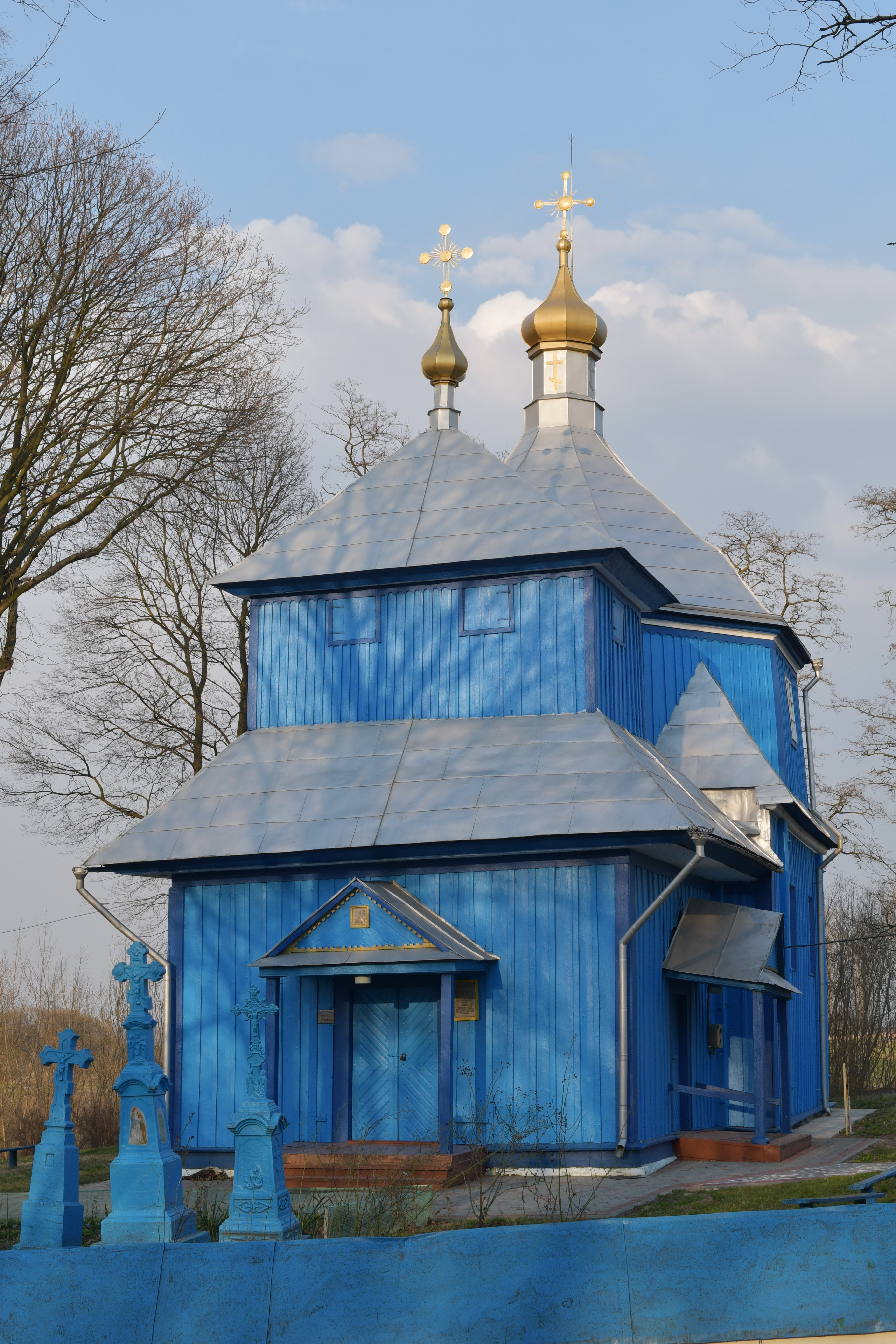
Західний вигляд (2020)
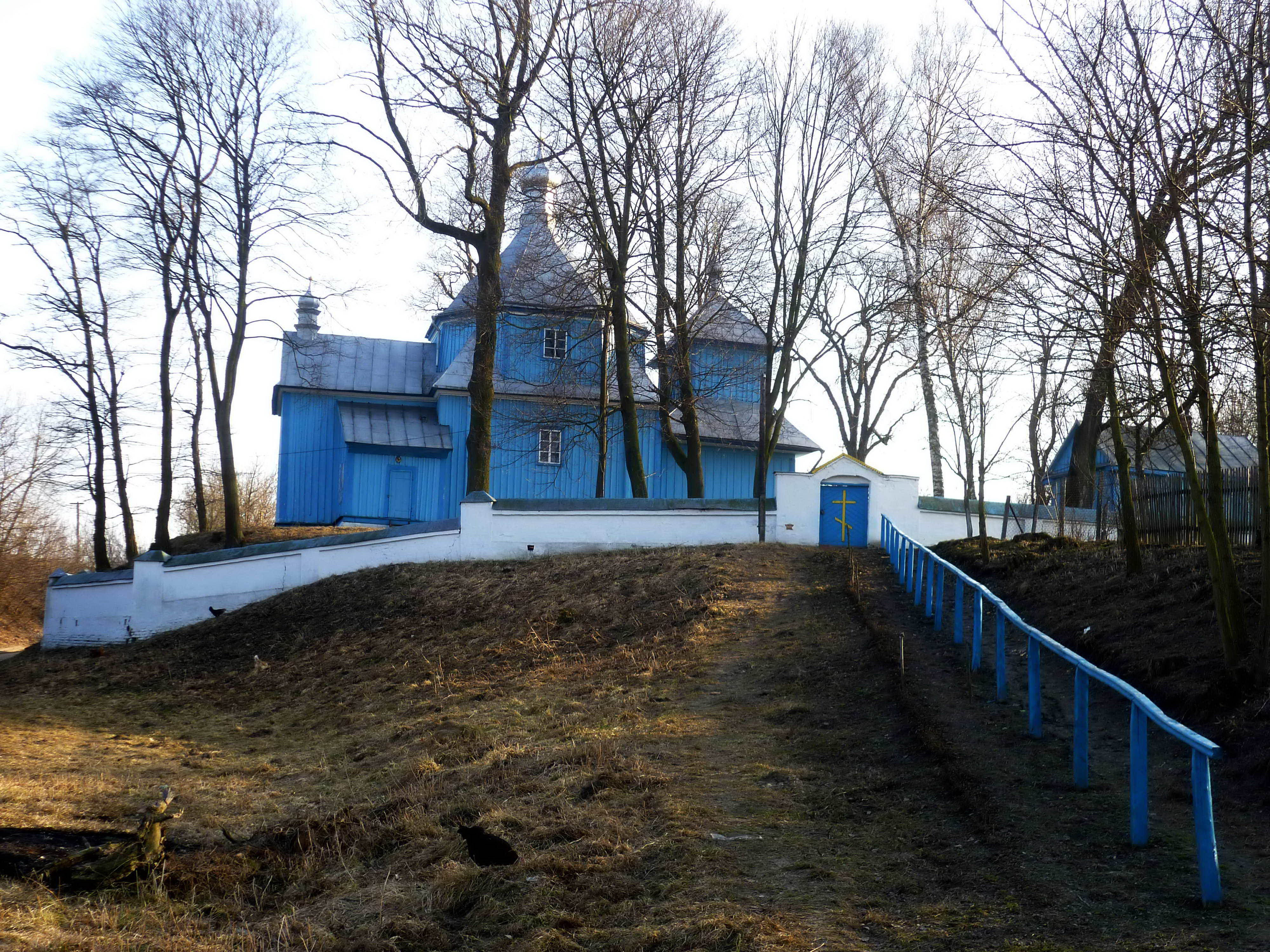
Загальний вигляд з півночі
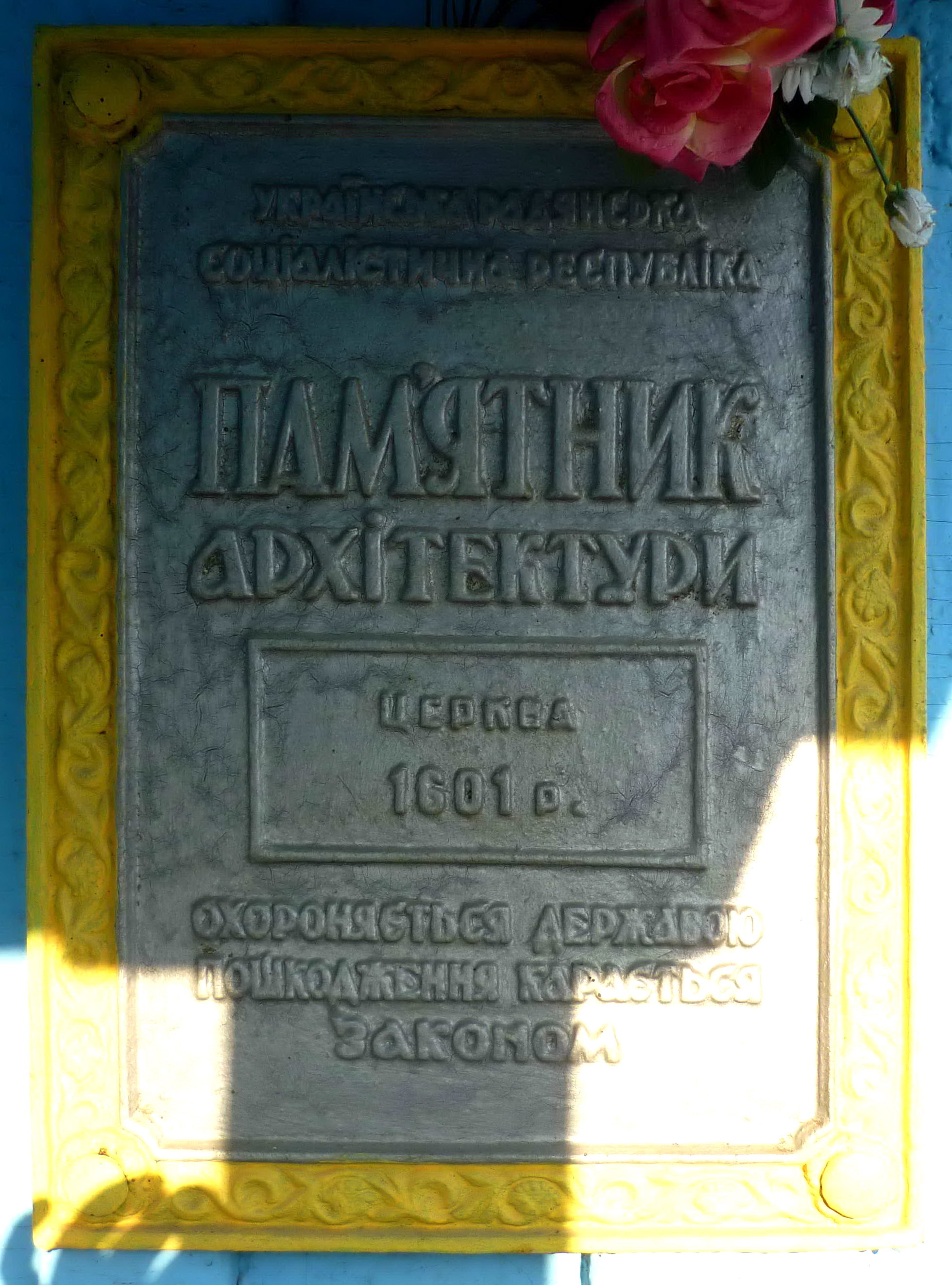
Інформаційна табличка
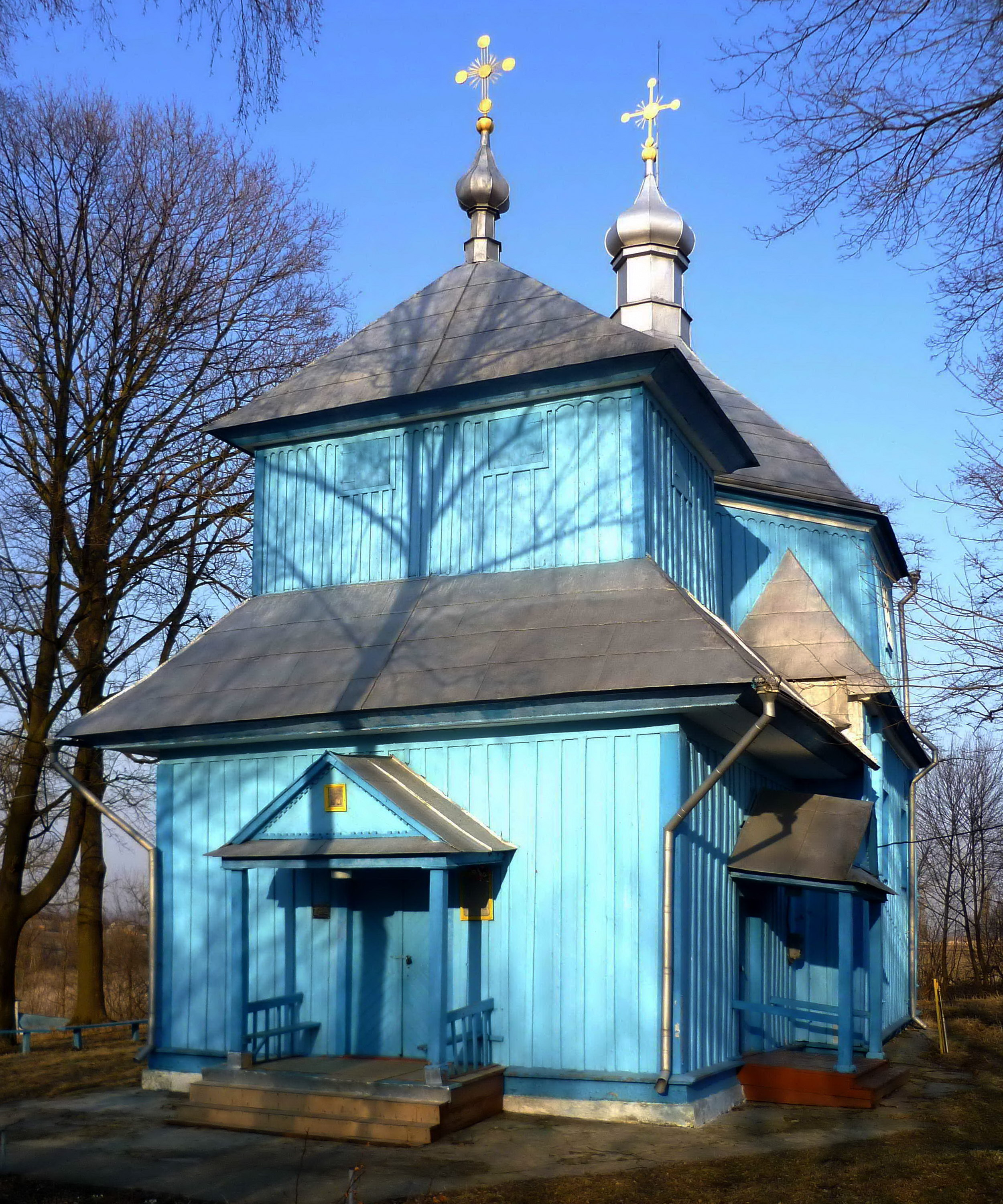
Західний фасад
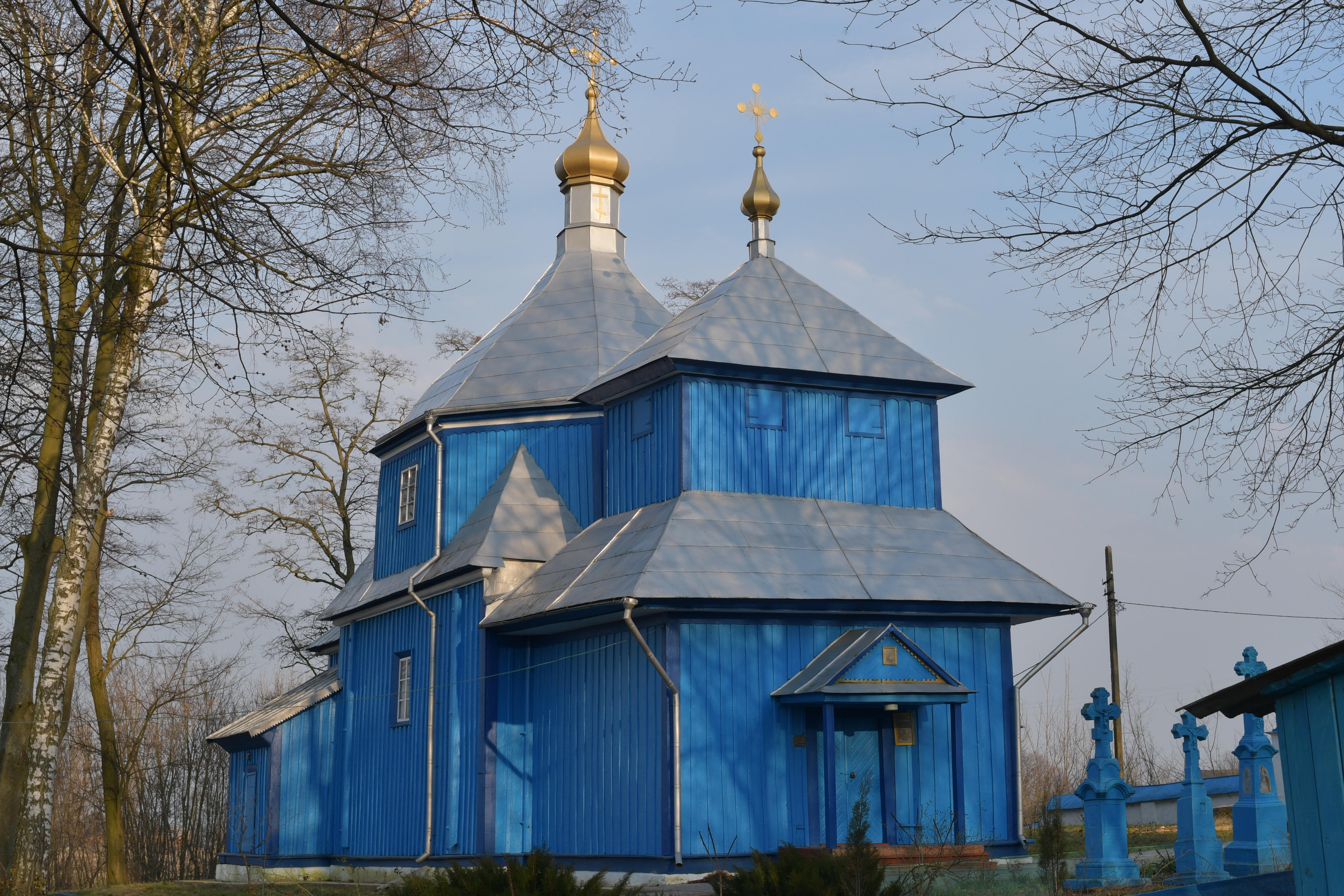
Північно-західний вигляд (2020)
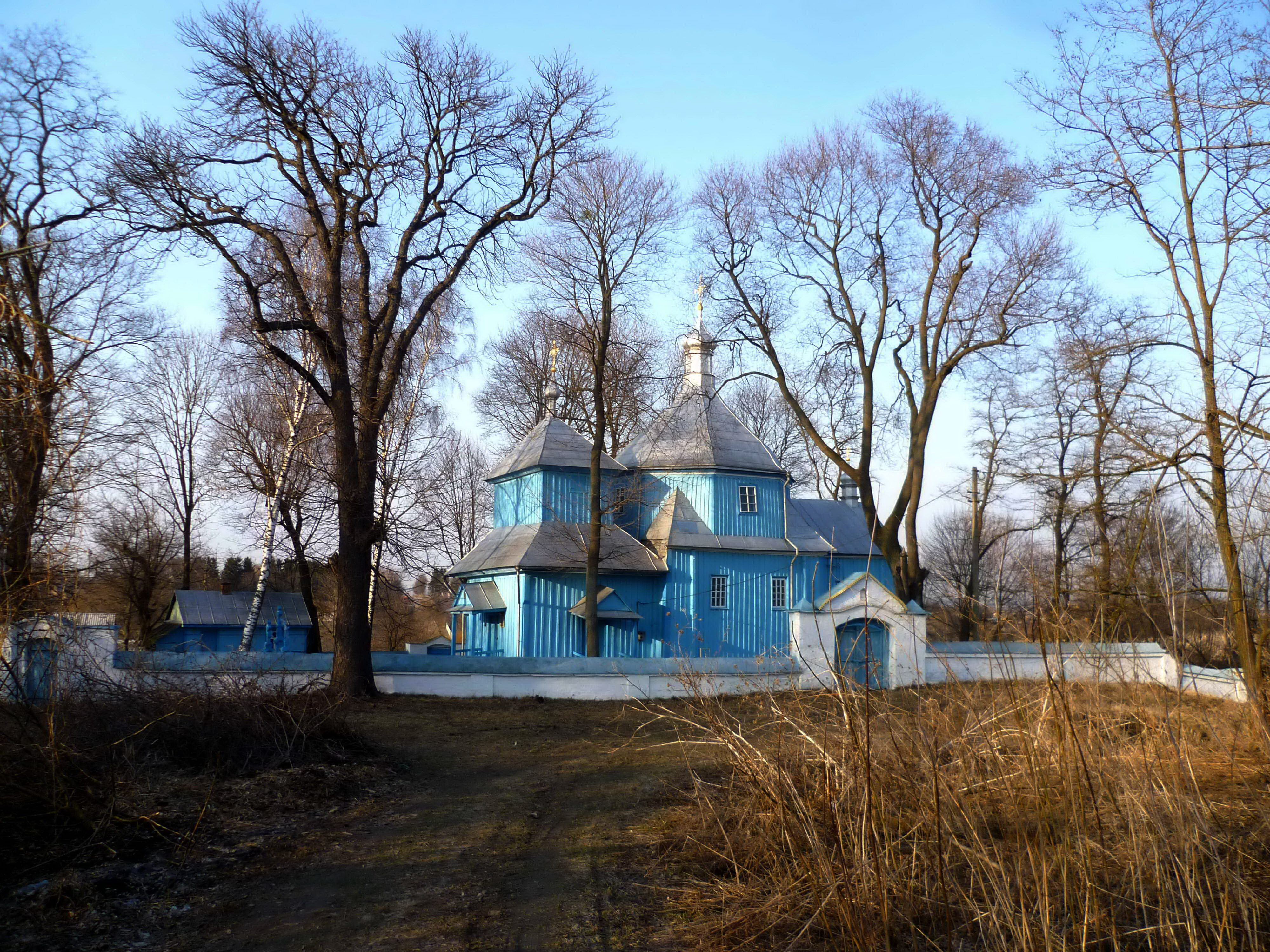
Загальний вигляд з півдня